# Behram-begova medresa
Behram-begova medresa je najstarija odgojno-obrazovna institucija u sjeveroistočnoj Bosni i Hercegovini. Sjedište joj je u Tuzli

## Povijest
Prema povijesnim izvorima Behram-begova medresa se prvi put spominje 1626. godine. Izgrađena je u pseudomaurskom stilu. Tijekom povijesti više je puta bila obnavljana. Godine 1949. zabranjen je rad ove škole. Zgrada je srušena 1974. i od nje su ostala samo velika ulazna vrata. Rad medrese obnovljen je 1993. godine. Škola je javna i koedukacijska.

## Vanjske poveznice
- Službene stranice